# Kanurennsport-Weltmeisterschaften 1970
Die 8. Kanurennsport-Weltmeisterschaften fanden 1970 in Kopenhagen (Dänemark) statt.
Es wurden Medaillen in 16 Disziplinen des Kanurennsports vergeben: vier Canadier und neun Kajak-Wettbewerbe der Männer sowie drei Kajak-Wettbewerbe der Frauen.

## Ergebnisse

### Männer

#### Canadier
| Event        | Gold                                      | Zeit | Silber                                      | Zeit | Bronze                                 | Zeit |
| ------------ | ----------------------------------------- | ---- | ------------------------------------------- | ---- | -------------------------------------- | ---- |
| C-1 1000 m   | Ungarn Tibor Tatai                        |      | Polen Jerzy Opara                           |      | Tschechoslowakei Jiří Čtvrtečka        |      |
| C-1 10.000 m | Ungarn Tamás Wichmann                     |      | Rumänien Afansie Butelchin                  |      | Sowjetunion Nikolai Fedulow            |      |
| C-2 1000 m   | Rumänien Ivan Patzaichin Serghei Covaliov |      | Ungarn Tamás Wichmann Gyula Petrikovics     |      | Bulgarien Boris Ljubenow Saschko Iliew |      |
| C-2 10.000 m | Rumänien Petre Maxim Gheorghe Simionov    |      | Sowjetunion Valeriy Drybas Vasiliy Kalyagin |      | Schweden Bernd Lindelöf Erik Zeidlitz  |      |

#### Kajak
| Event                 | Gold                                                                                | Zeit | Silber                                                                    | Zeit | Bronze                                                        | Zeit |
| --------------------- | ----------------------------------------------------------------------------------- | ---- | ------------------------------------------------------------------------- | ---- | ------------------------------------------------------------- | ---- |
| K-1 500 m             | Sowjetunion Anatoli Tischtschenko                                                   |      | Polen Grzegorz Śledziewski                                                |      | Belgien Jean-Pierre Burny                                     |      |
| K-1 1000 m            | Sowjetunion Oleksandr Schaparenko                                                   |      | Schweden Lars Andersson                                                   |      | Polen Grzegorz Śledziewski                                    |      |
| K-1 10.000 m          | Sowjetunion Wiktor Zarjow                                                           |      | Dänemark Erik Hansen                                                      |      | Ungarn Péter Völgyi                                           |      |
| K-1 4 × 500 m Staffel | Sowjetunion Nikolai Gogol Anatoli Tischtschenko Anatoli Kobrissew Anatoli Sedaschow |      | Rumänien Eugen Botez Mihai Zafiu Ion Jacob Aurel Vernescu                 |      | Ungarn Géza Csapó István Csizmadia Mihály Hesz Jószef Svridó  |      |
| K-2 500 m             | Schweden Lars Andersson Rolf Peterson                                               |      | Rumänien Aurel Vernescu Atanasie Sciotnic                                 |      | Österreich Gerhard Seibold Günther Pfaff                      |      |
| K-2 1000 m            | Österreich Gerhard Seibold Günther Pfaff                                            |      | Schweden Lars Andersson Rolf Peterson                                     |      | DDR Klaus-Peter Ebeling Joachim Mattern                       |      |
| K-2 10.000 m          | Sowjetunion Konstantin Kostenko Wjatscheslaw Kononow                                |      | Ungarn Imre Szöllősi Vilmos Nagy                                          |      | Rumänien Costel Coşniţă Vasilie Simioncenco                   |      |
| K-4 1000 m            | Sowjetunion Jurij Filatow Waleri Didenko Jurij Stezenko Wolodymyr Morosow           |      | DDR Uwe Will Eduard Augustin Klaus-Peter Ebeling Joachim Mattern          |      | Ungarn István Szabó Péter Várhelyi Csaba Giczy István Timár   |      |
| K-4 10.000 m          | Norwegen Egil Søby Steinar Amundsen Tore Berger Jan Johansen                        |      | BR Deutschland Horst Mattern Rainer Haines Jochen Schneider Erich Kemnitz |      | Schweden Per Larsson Gunnar Utterberg Åke Sandin Hans Nilsson |      |

### Frauen

#### Kajak
| Event     | Gold                                                                          | Zeit | Silber                                                        | Zeit | Bronze                                                                        | Zeit |
| --------- | ----------------------------------------------------------------------------- | ---- | ------------------------------------------------------------- | ---- | ----------------------------------------------------------------------------- | ---- |
| K-1 500 m | Sowjetunion Ljudmila Pinajewa                                                 |      | Niederlande Mieke Jaapies                                     |      | DDR Petra Setzkorn                                                            |      |
| K-2 500 m | BR Deutschland Roswitha Esser Renate Breuer                                   |      | Sowjetunion Ljudmila Besrukowa Tamara Schymanskaja            |      | DDR Petra Setzkorn Petra Grabowsky                                            |      |
| K-4 500 m | Sowjetunion Ljudmila Besrukowa Tamara Schymanskaja Natalja Boiko Ninel Wakula |      | DDR Petra Setzkorn Petra Grabowski Ingeborg Lösch Anita Kobuß |      | BR Deutschland Roswitha Esser Irene Pepinghege Roswitha Spohr Monika Bergmann |      |

## Medaillenspiegel
| Rang   | Nation           | Gold | Silber | Bronze | Gesamt |
| ------ | ---------------- | ---- | ------ | ------ | ------ |
| 1      | Sowjetunion      | 8    | 2      | 1      | 11     |
| 2      | Rumänien         | 2    | 3      | 1      | 6      |
| 3      | Ungarn           | 2    | 2      | 3      | 7      |
| 4      | Schweden         | 1    | 2      | 2      | 5      |
| 5      | BR Deutschland   | 1    | 1      | 1      | 3      |
| 6      | Österreich       | 1    | –      | 1      | 2      |
| 7      | Norwegen         | 1    | –      | –      | 1      |
| 8      | DDR              | –    | 2      | 3      | 5      |
| 9      | Polen            | –    | 2      | 1      | 3      |
| 10     | Dänemark         | –    | 1      | –      | 1      |
| 10     | Niederlande      | –    | 1      | –      | 1      |
| 12     | Belgien          | –    | –      | 1      | 1      |
| 12     | Bulgarien        | –    | –      | 1      | 1      |
| 12     | Tschechoslowakei | –    | –      | 1      | 1      |
| Gesamt | Gesamt           | 16   | 16     | 16     | 48     |